# Боротьба з тютюнопалінням
Боротьба з тютюнопалінням — комплекс заходів, спрямованих на зменшення вживання тютюнових виробів серед населення та зниження популярності паління.

## Історія боротьби з тютюнопалінням
- 1967 — США першою у світі вводить обмеження реклами тютюнових виробів на телебаченні: телекомпанії, що транслюють таку рекламу, повинні безкоштовно надавати ефірний час для заяв та роликів, спрямованих на боротьбу з курінням.
- 1971 — Велика Британія стала першою країною у світі, в якій на пачках повинна була міститися інформація, яка б попереджала про шкоду, що наноситься здоров'ю курців. Того ж року реклама тютюну повністю була вилучена з телевізійного ефіру США.
- 1980-ті — податки на тютюн у США та країнах Західної Європи зросли на 85%.
- 1999 — британська королівська родина зажадала прибрати з пачок сигарет «Benson» and «Hedges» королівську печатку й іншу символіку, що прикрашала їх до цього часу.
- 2003 — прийнята Рамкова Конвенція ВООЗ із боротьби проти тютюну — перший міжнародний документ щодо охорони здоров'я[1]
- 2022 року в Новій Зеландії було запроваджено повну заборону продажу сигарет особам, молодшим за 14 років[2].

## Рамкова конвенція Всесвітньої організації охорони здоров'я з боротьби з тютюном
Основна стаття: Рамкова конвенція Всесвітньої організації охорони здоров'я з боротьби з тютюном
2003 р. Всесвітня організація здоров'я уклала Рамкову конвенцію боротьби з тютюном (РКБТ). Її підписало 172 країни світу. Тим самим вони визнали тютюнову пандемію у світі і зобов'язалися виконати ряд заходів, які мають сприяти зменшенню кількості курців, покращенню здоров'я населення планети та зниження популярності куріння. Наразі РКБТ є головним світовим документом, в якому прописано стратегію боротьби з курінням.

## Заходи по боротьбі з курінням
Відповідно до РКБТ найефективнішими способами боротьби з палінням є наступні заходи:
- повна заборона реклами тютюнових виробів, у тому числі промоакцій, спонсорства концертів, спортивних змагань або будь-яких інших масових заходів;
- заборона куріння в громадських місцях;
- підвищення акцизних зборів на тютюнові вибори;
- введення обов'язкового нанесення на упаковки тютюнових виробів попереджувальних надписів, які мають містити графічні зображення хвороб, викликаних тютюном, і повинні займати не менш як 50% пачки сигарет.

### Заборона реклами
- дослідження, проведені у 22 розвинутих країнах, показали, що повна заборона реклами тютюнових виробів на 63% знизила вживання тютюну;
- дослідження в 102 країнах показало, що в тих країнах, де діє часткова заборона реклами — рівень споживання тютюнових виробів знизився лиш на 10%, в тих, де заборона повна — в середньому на 90%[3]

## Законодавче регулювання в Україні
Основна стаття: Державна політика України щодо боротьби з тютюнопалінням
- 11 липня 2003 — Верховна Рада ухвалила закон, який забороняє рекламу тютюнових виробів на телебаченні та радіо.
- 15 вересня 2003 — Президент України підписав закон про заборону реклами тютюнових виробів на телебаченні та радіо.
- 1 січня 2005 — закон про заборону реклами тютюнових виробів на телебаченні та радіо набув чинності.
- 22 вересня 2005 — набув чинності закон «Про заходи щодо попередження та зменшення вживання тютюнових виробів і їх шкідливого впливу на здоров'я населення».
- 9 лютого 2006 — набуло чинності положення про обов'язкове відведення половини від загальної площі місць для некурящих у закладах громадського харчування, готелях та інших місцях тимчасового розміщення громадян.
- 15 березня 2006 — Верховна Рада ратифікувала Рамкову конвенцію Всесвітньої організації охорони здоров'я з боротьби з тютюном[4].
- 18 березня 2008 — Верховна Рада заборонила зовнішню рекламу та рекламу в друкованих ЗМІ (окрім спеціалізованих видань) тютюнових виробів.
- 1 січня 2009 — набув чинності закон про заборону зовнішньої реклами тютюнових виробів
- 31 березня 2009 — Верховна Рада ухвалила закон про підвищення ставки акцизного збору на тютюнові вироби, який набрав чинності 1 травня того ж року.
- 11 червня 2009 — Верховна Рада зобов'язала виробників тютюнових виробів розміщувати на пачках сигарет попередження про шкоду від куріння і можливі захворювання.
- 11 липня 2009 — набув чинності закон, що забороняє куріння в громадських місцях, у тому числі медичних і навчальних закладах, спортивних спорудженнях, у закладах, підприємствах і організаціях культури, у вагонах поїздів, автобусах, таксі, включаючи маршрутки, тролейбусах, трамваях, а також на дитячих майданчиках.
- 1 січня 2010 — набув чинності закон про заборону реклами тютюнових виробів у пресі
- 1 січня 2011 — набув чинності закон про заборону поштучної реалізації тютюнових виробів
- 13 березня 2012 — схвалено закон про повну заборону реклами сигарет. Заборона стосується не тільки реклами, а й будь яких способів стимулювання продажів тютюнових виробів, зокрема, спонсорства фестивалів, концертів, спортивних змагань чи інших масових заходів[5]. Закон набрав чинності 17 вересня 2012 року.
- 16 грудня 2012 набув чинності закон про повну заборону куріння у закладах громадського харчування. Закон набрав чинності 17 вересня 2012 року[6].